# Miracle: Letters to the President
Miracle: Letters to the President (en hangul, 기적; RR:Gijeok ) es una película surcoreana de 2021, un drama romántico dirigido por Lee Jang-hoon para Blossom Pictures. Está protagonizada por Park Jung-min, Lee Sung-min e Im Yoon-ah, y está basada en la historia real de un joven genio de las matemáticas, Joon-kyeong. Ambientada en los años ochenta del siglo XX, en una remota población de la provincia de Gyeongsang del Norte, el largometraje cuenta la historia del establecimiento de una sencilla estación de tren de propiedad privada.
La película se estrenó en sala el 15 de septiembre de 2021, coincidiendo con las vacaciones del festival Chuseok.

## Sinopsis
Esta película de ficción se basa en la historia real de una familia de la década de 1980 que vivía en una zona remota sin carreteras de la provincia de Gyeongsang del Norte.
Joon-gyeong es un prodigio de las matemáticas. Su madre murió en el parto; su padre, Tae-yoon, es maquinista de trenes; y tiene una hermana mayor, Bo-gyeong. Joon-gyeong ha tenido desde niño como objetivo de vida instalar una estación de tren en su pueblo, porque carece de estación aunque las vías pasan cerca de él y son además el único modo de acceso; sin la estación, los vecinos del pueblo solo pueden moverse cruzando por peligrosos túneles y puentes ferroviarios. Joon-gyeong escribe continuas cartas al presidente de la República para solicitar la estación, y cuando en 1988 obtiene el permiso trabaja con los residentes del pueblo para construirla: una pequeña estación de trenes de propiedad privada, la primera de su tipo.

## Reparto
- Park Jung-min como Joon-kyeong.
  - Kim Kang-hoon como Joon-kyeong de niño.
- Im Yoon-ah como Ra-hee, compañera de clase de Joo-kyeong, hija de un miembro de la Asamblea Nacional.[3]
- Lee Sung-min como Tae-yoon, el padre de Joon-kyeong, maquinista.[4]
- Lee Soo-kyung como Bo-kyeong, la hermana mayor de Joon-kyeong.[5]
- Jung Moon-sung como el profesor de física en la escuela secundaria.
- Kim Dong-hyeon como Cheol-goo.
- Lee Dong-yong como el jefe de la aldea.
- Yoo Soon-woong como el anciano Kim.
- Kim Ja-young como la mujer de la casa pequeña.
- Park Sun-ah como la madre de Ra-hee.
- Park Chul-min como el jefe de estación Yeongju.
- Heo Joon-seok como director de relaciones públicas de los ferrocarriles (aparición especial).
- Ko Chang-seok como el padre de Ra-hee (aparición especial).[6]

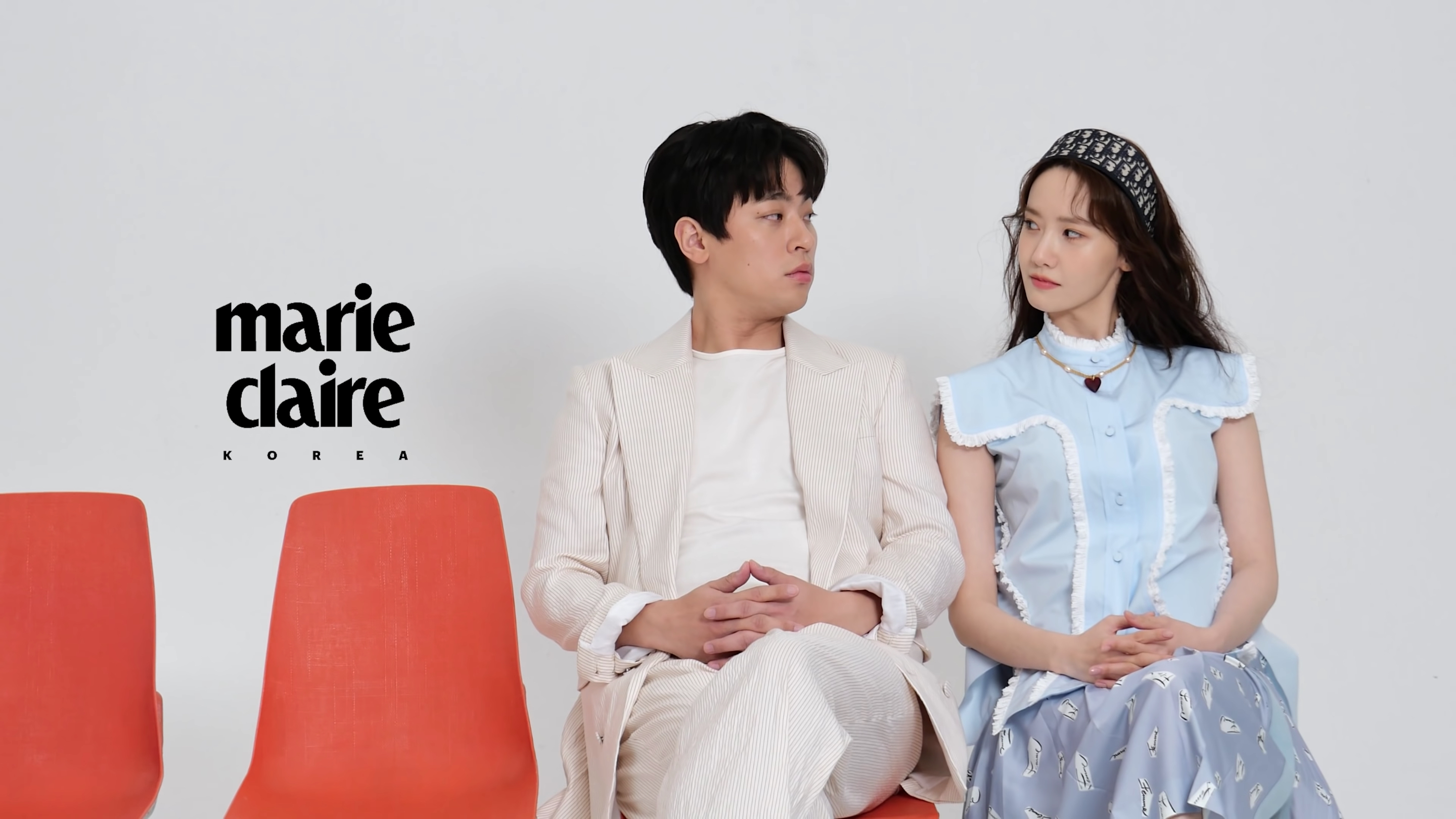
Park Jung-min e Im Yoon-ah promoviendo la película, en Marie Claire Korea (septiembre de 2021)

## Producción
El 9 de junio de 2020 se informó de que Park Jeong-min, Im Yoon-ah y Lee Sung-min estaban considerando positivamente la propuesta de aparecer en la película. El 25 de agosto de 2020 se confirmó el reparto.
El rodaje principal comenzó el 2 de agosto de 2020.

## Estreno
Lotte Entertainment lanzó un videoclip especial y cartas manuscritas de Park Jeong-min e Im Yoon-ah para promocionar la película. Estaba programada para estrenarse en junio de 2021, pero el lanzamiento se pospuso. Se estrenó en cines el 15 de septiembre de 2021 coincidiendo con el festival Chuseok.

## Recepción

### Taquilla
La película se estrenó el 15 de septiembre de 2021 en 1198 pantallas. Según la red informática integrada del Korean Film Council (Kofic), la película ocupó el tercer lugar en la taquilla coreana en el fin de semana del estreno.
El 1 de noviembre de 2021 ocupaba el séptimo lugar entre todas las películas coreanas estrenadas en el año, con ingresos brutos del equivalente a 5,50 millones de dólares estadounidenses y con 693 858 entradas vendidas.

### Entradas semanales
(Según la red informática integrada para billetes de cine).
| Billetes vendidos y posición en taquilla por semana | Billetes vendidos y posición en taquilla por semana | Billetes vendidos y posición en taquilla por semana |
| Semana                                              | Billetes (acumulativo)                              | Posición en taquilla                                |
| --------------------------------------------------- | --------------------------------------------------- | --------------------------------------------------- |
| Al 19 de septiembre de 2021                         | 188 412                                             | 3.ª                                                 |
| Al 26 de septiembre de 2021                         | 443 567                                             | 2ª                                                  |
| Al 3 de octubre de 2021                             | 532 895                                             | 3.ª                                                 |
| Al 10 de octubre de 2021                            | 609,969                                             | 3.ª                                                 |
| Al 17 de octubre de 2021                            | 655 886                                             | 4.ª                                                 |
| Al 24 de octubre de 2021                            | 675 684                                             | 6.ª                                                 |
| Al 31 de octubre de 2021                            | 692 994                                             | 10.ª                                                |

### Recepción crítica
Kang Min-kyung, de Star News, elogió la actuación del conjunto, especialmente la actuación de Lee Soo-kyung: «Soo-kyung es la carta ganadora y el núcleo de The Miracle». A ella le gustó la belleza escénica de las localizaciones, y escribió que «todos ellos [Park Jeong-min, Lee Seong-min, Lim Yoon-ah y Lee Su-kyung] y la hermosa ambientación, donde puedes sentir las cuatro estaciones desde la primavera hasta el verano, otoño e invierno, se suman a la inmersión y dejan una impresión duradera en el corazón». En la apertura de la reseña, señala que «toca los corazones de los espectadores lentamente y penetra. El 'milagro' de un niño genio provoca risas y, a veces, lágrimas. Esta es la historia de la película El milagro».
Kim Seong-Hyun, revisando la película para YTN, escribió que la actuación de los actores fue excelente pero, «a pesar de las grandes actuaciones de estos actores, la historia de la película es demasiado dramática y debilita el vínculo narrativo. La estructura del conflicto en la película y el proceso para resolverlo llegan hasta un punto que se siente forzado y artificial». Concluye Seong-Hyun escribiendo: «The Miracle termina con la famosa canción Reality  de Richard Sanderson, que también se usó en la película La Boum en los años 80. La letra de la canción Dream is my reality es tan hermosa como el sueño de Junkyung,  pero no basta para borrar el regusto amargo de la película».
Jung Yu-jin, de News1, elogió las actuaciones de Park Jeong-min, Yoona Lim, Lee Seong-min y especialmente, Lee Soo-kyung, quien en su opinión «es el corazón de la película». Comentando la mezcla de la relación filial, el primer amor de un chico de secundaria y la fantasía, escribe: «el director Lee Jang-hoon mezcló estos ingredientes familiares con un condimento diferente llamado 'Fantasía' en un cuenco desconocido basado en una historia real llamada 'Construir una estación', y lo terminó lo suficientemente bien como para comerlo». Jung nota que «la cálida sensibilidad y el humor que fluye a lo largo de la película» hacen de «The Miracle, una bella y tierna narración de crecimiento que ilumina el corazón».
Para Kim Ye-eun, de Export News, «The Miracle, que comenzó con la risa y se convirtió en emoción, estimula las glándulas lagrimales con la cálida historia de estas familias. Aparece una fuerte inversión que a veces aumenta la emoción».

## Premios y candidaturas
| Año  | Premio                       | Categoría                      | Candidato                         | Resultado | Ref.                 |
| ---- | ---------------------------- | ------------------------------ | --------------------------------- | --------- | -------------------- |
| 2021 | 42.º Blue Dragon Film        | Mejor actriz                   | Im Yoon-ah                        | Nominada  | [ 23 ] [ 24 ] [ 25 ] |
| 2021 | 42.º Blue Dragon Film        | Mejor actor de reparto         | Lee Sung-min                      | Nominado  | [ 23 ] [ 24 ] [ 25 ] |
| 2021 | 42.º Blue Dragon Film        | Mejor actriz de reparto        | Lee Soo-kyung                     | Nominada  | [ 23 ] [ 24 ] [ 25 ] |
| 2021 | 42.º Blue Dragon Film        | Mejor dirección artística      | Kim Hui-jin                       | Nominado  | [ 23 ] [ 24 ] [ 25 ] |
| 2021 | 42.º Blue Dragon Film        | Mejor música                   | Kim Tae-seong                     | Nominado  | [ 23 ] [ 24 ] [ 25 ] |
| 2021 | 42.º Blue Dragon Film        | Mejor guion                    | Lee Jang-hoon, Son Joo-yeon       | Nominados | [ 23 ] [ 24 ] [ 25 ] |
| 2021 | 42.º Blue Dragon Film        | Estrella popular               | Im Yoon-ah                        | Ganadora  | [ 26 ]               |
| 2022 | Far East Film Festival Udine | Gelso d'Oro                    | Miracle: Letters to the President | Ganadora  | [ 27 ]               |
| 2022 | Baeksang Arts                | Mejor actriz de reparto - cine | Lee Soo-kyung                     | Ganadora  | [ 28 ]               |
| 2022 | Buil Film                    | Mejor actriz de reparto        | Lee Soo-kyung                     | Ganadora  | [ 29 ]               |
| 2022 | Chunsa Film Art              | Mejor actriz de reparto        | Lee Soo-kyung                     | Nominada  | [ 30 ]               |